# ダビッド・ビスバル
- ダビッ・ビスバル
- ダビ・ビスバル
- タヴィ・ビスバル
- ダヴィド・ビスバル

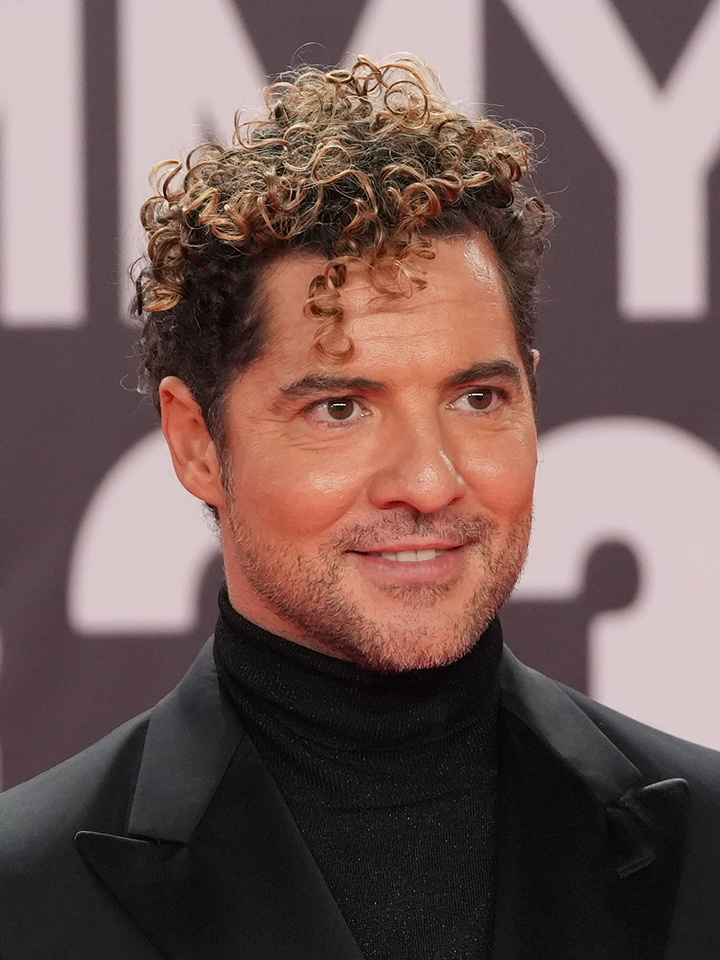

ダビッ・ビスバル,ダビ・ビスバル（David Bisbal Ferre, 1979年6月5日 - ）は、スペインの歌手。アルメリア出身。
テレビシオン・エスパニョーラ(TVE)のオーディション番組『オペラシオン・トリウンフォ』の第一期生。

## 経歴
- 2002年 スペインにてソロデビュー
- 2003年 オンダス賞最優秀アルバム、ラテン･グラミー賞最優秀新人アーティスト受賞
- 2004年 ロ・ヌエストロ賞最優秀ポップ新人アーティスト受賞
- 2006年 オンダス賞最優秀スペイン・アーティスト受賞
- 2007年5月23日 ユニバーサルミュージックより日本デビュー

この日、ダビッドの代表曲の一つである『Oye El Boom（オジェ・エル・ブーム、邦題「Boom Boom Boom～灼熱の太陽」）』が、郷ひろみによって『Boom Boom Boom』というタイトルでカバーされ発売。同日にダビッドも日本デビューを果たす。
- 2008年 人気R&B歌手のリアーナの代表曲 「Hate that I love you」のスペイン語バージョンである 「Como Odio Amarte」を発表した。本来Ne-Yoが歌っている箇所をスペイン語で歌いあげた。

## ディスコグラフィ

### スペイン
- （2002年）Corazón Latino　[ラテンの心]

1. Ave María（アベマリア）
2. Dígale（彼女に伝えて）
3. Un amor que viene y va（来て行くの愛）
4. Fuiste mía（あなたは僕のものでした）
5. Lloraré las penas（僕は悲しみの泣く）
6. Quiero Perderme en tu cuerpo（体で道に迷いたいです）
7. Cómo será（旅行ですか）
8. Vuelvo a ti（あなたに帰る）
9. Por ti（あなたのために）
10. Por cuanto tiempo（久しぶり）
11. Corazón latino（ラテンの心）

- （2004年）Bulería [ブレリーア]

1. Bulería（ブレリーア）
2. Permítame señora（ミス、お願いします）
3. Oye el Boom（ブームが聞け）
4. Esta ausencia（この不在）
5. Cómo olvidar（どのように忘れる）
6. Me derrumbo（倒れる）
7. Camina y ven（歩いておいで）
8. Se acaba（終わり）
9. Ángel de la Noche（夜の天使）
10. Desnúdate mujer（裸になってよ）
11. Condenado a tu amor（あなたの愛は宣告される）
12. Amores del sur（南の恋）

- （2005年）Todo Por Ustedes (Edición DVD+CD) [すべてあなたたちのため]
- （2006年）Premonición [予感]

### 日本
- 『ダビッド･ビスバル～太陽の季節』（アルバム、2007年5月23日）
- 『Boom Boom Boom～灼熱の太陽』（シングル、2007年5月23日）